# Resolució 8K

Quadre de comparació

La resolució 8K fa referència a una imatge o resolució de pantalla amb una amplada d'aproximadament 8.000 píxels. 8K UHD (7680 × 4320) és la resolució més alta definida a la Rec. Estàndard 2020 (UHDTV).
La resolució de pantalla 8K és la successora de la resolució 4K. Els fabricants de televisors van pressionar perquè el 4K sigui un nou estàndard el 2017. Al CES 2019, es van presentar els primers televisors 8K. La viabilitat d'una transició ràpida a aquest nou estàndard és qüestionable a causa de l'absència de recursos de difusió. Es preveu (previsió de 2018 per Strategy Analytics) que els dispositius preparats per a 8K encara només representaran el 3% dels televisors UHD el 2023 amb vendes globals d'11 milions d'unitats a l'any.
Tanmateix, els fabricants de televisors continuen sent optimistes, ja que el mercat 4K va créixer molt més ràpid del que s'esperava, amb vendes reals que van superar les projeccions gairebé sis vegades el 2016.
L'any 2013, la capacitat d'una xarxa de transmissió per portar resolució HDTV estava limitada per les velocitats d'Internet i es basava en la transmissió per satèl·lit per transmetre les altes taxes de dades. S'espera que la demanda impulsi l'adopció d'estàndards de compressió de vídeo i exerceixi una pressió important sobre les xarxes físiques de comunicació en un futur proper.
El 2018, poques càmeres tenien la capacitat de gravar vídeo en 8K, sent NHK una de les poques empreses que havia creat una petita càmera de difusió amb un sensor d'imatge 8K. El 2018, l'empresa de càmeres Red Digital Cinema havia lliurat tres càmeres 8K tant amb un sensor Full Frame com amb un sensor Super 35. A més, alguns cineastes estan impulsant la demanda de càmeres 8K a causa de la seva capacitat per capturar millors imatges 4K.

## Estàndards i tecnologia 8K
El terme "8K" és genèric i fa referència a qualsevol resolució amb un recompte de píxels horitzontals d'aproximadament 8.000. Diverses resolucions 8K diferents han estat estandarditzades per diverses organitzacions.

## Història
L'emissora pública japonesa NHK va ser la primera a iniciar la investigació i el desenvolupament de la resolució de 4320p el 1995. El format va ser estandarditzat per SMPTE l'octubre de 2007, la interfície va ser estandarditzat per SMPTE l'agost de 2010 i recomanat com a estàndard internacional per a televisió per lTU-R el 2012. Seguida de mostres públiques en espectacles d'electrònica i projeccions dels Jocs Olímpics d'hivern de 2014 a Sotxi i visionats públiques el febrer de 2014 i la Copa del Món de la FIFA al Brasil el juny de 2014 amb HEVC amb els socis AstroDesign i Ikegami Electronics.
El 6 de gener de 2015, el Consorci MHL va anunciar el llançament de l'especificació superMHL que admetrà una resolució de 8K a 120. fps, vídeo de 48 bits, el Rec. Espai de color 2020, suport d'alt rang dinàmic, connector superMHL reversible de 32 pins i càrrega de potència de fins a 40 watts.
L'1 de març de 2016, The Video Electronics Standards Association (VESA) va presentar DisplayPort 1.4, un nou format que permet l'ús de la resolució 8K (7680 × 4320 ) a 60 Hz amb HDRR i 32 canals d'àudio mitjançant USB-C.
El 4 de gener de 2017, el Fòrum HDMI va anunciar que HDMI 2.1 amb suport per a vídeo 8K amb HDR, "s'alliberarà a principis del segon trimestre de 2017".
L'Associació 8K es va formar al CES 2019 per ajudar a desenvolupar l'ecosistema 8K.
A principis de febrer de 2020, Samsung Electronics va anunciar durant el seu esdeveniment Unpacked que el seu Samsung Galaxy S20 pot gravar vídeo en 8K, que utilitza 600 MB d'emmagatzematge per minut.

### Primeres càmeres
El 6 d'abril de 2013, Astrodesign Inc. va anunciar l'AH-4800, capaç de gravar una resolució de 8K. L'abril de 2015, Red va anunciar que el seu recentment presentat Red Weapon VV també és capaç d'enregistrar imatges de 8K. L'octubre de 2016, van anunciar dues càmeres 8K addicionals, Red Weapon 8K S35 i Red Epic-W 8K S35.

### Càmeres de telèfons mòbils
El maig de 2019, els venedors de telèfons mòbils van començar a llançar els primers telèfons mòbils amb capacitats de gravació de vídeo 8K, com ara la sèrie ZTE Nubia Red Magic 3.
Això és possible gràcies a la resolució suficient dels sensors d'imatge utilitzats als telèfons mòbils i al rendiment suficient del chipset. Tanmateix, els telèfons mòbils amb càmeres de vídeo de fins a 5K (2880p) o 6K (3240p) mai s'han llançat.

### Jocs
Sony va anunciar que la PlayStation 5 admetrà gràfics 8K. Microsoft va anunciar llavors Xbox Series X amb suport gràfic 8K, llançat el novembre de 2020. La GeForce RTX 3090 de Nvidia promet habilitar 8K 60 fps HDR jocs, gravació i transmissió amb ShadowPlay a ordinadors.

## Resolucions
| Resolució   | Relació d'aspecte | Relació d'aspecte | Píxels totals |
| ----------- | ----------------- | ----------------- | ------------- |
| 7680 × 2160 | 3. 5              | 32 ∶ 9            | 16.59 Mpx     |
| 7680 × 2400 | 3.2               | 16 ∶ 5            | 18.43 Mpx     |
| 7680 × 3200 | 2.4               | 12 ∶ 5            | 24.58 Mpx     |
| 7680 × 3240 | 2. 370            | 64∶ 27            | 24.88 Mpx     |
| 7680 × 4320 | 1. 7              | 16 ∶ 9            | 33.18 Mpx     |
| 8192 × 4320 | 1,8 962           | 256∶ 135          | 35.39 Mpx     |
| 8192 × 4608 | 1. 7              | 16 ∶ 9            | 37,75 Mpx     |
| 8192 × 5120 | 1.6               | 8 ∶ 5             | 41,94 Mpx     |
| 8192 × 8192 | 1                 | 1 ∶ 1             | 67.11 Mpx     |

Exemples de resolucions de 8K: